# Stacz kolejkowy
Stacz kolejkowy – osoba, która za określone wynagrodzenie stoi w kolejce po zakup towaru bądź usługi w zastępstwie osoby, która towar lub usługę chce nabyć. 
Wykorzystywanie stacza kolejkowego było dość popularne w Polsce w latach osiemdziesiątych XX wieku ze względu na trudności z zakupem towarów i usług wynikające z ich niedoboru na rynku. Po przejściu z gospodarki centralnie planowanej na wolnorynkową tego typu działalność w zasadzie zanikła, choć zdarzały się sporadyczne wyjątki, na przykład przy zapisach na akcje w ofercie publicznej występowali także stacze kolejkowi.
Zawód stacza kolejkowego został oficjalnie uznany we Włoszech na moc kontraktu zbiorowego, a stacze wystawiają faktury VAT.